# 记忆重现
《记忆重现》（英語：Rememory）是一部2017年英美加合拍的科幻推理片，由马克·帕兰斯基执导，马克·帕兰斯基和迈克尔·武卡迪诺维奇编剧。 这部电影由彼得·丁拉基、朱莉娅·奥蒙德、安东·叶尔钦、亨利·伊恩·库斯克、格雷辛·辛耶和科林·劳伦斯主演。电影2017年1月25日在2017年圣丹斯电影节上首映。

## 演员
- 彼得·丁拉基 饰演 Sam Bloom
- 朱莉娅·奥蒙德 饰演 卡罗琳·邓恩
- 马丁·多诺万 饰演 Gordon Dunn
- 安东·叶尔钦 饰演 Todd
- 亨利·伊恩·库斯克 饰演 Robert Lawton
- Evelyne Brochu 饰演 Wendy Polk
- 马特·埃利斯饰 Dash Bloom
- 科林·劳伦斯 饰演 Mike Buckland
- Chad Krowchuk 饰 尼尔·弗兰克尔
- Gracyn Shinyei 饰演 Jane Dunn
- 斯科特·海兰兹 饰演 Charles
- 考特妮·里希特饰 Cindy
- 凯瑟琳·柯克帕特里克饰 Becca
- 嘉莉·安妮·弗莱明饰 Norma Myers
- Andrew Herr 饰演 Wendy 的男性情人

## 外部連結
- 互联网电影数据库（IMDb）上《Rememory》的资料（英文）